# Taenia (geslacht)
Taenia is een geslacht van lintwormen waarvan er een aantal in mensen en landbouwhuisdieren voorkomt. Lintwormen uit dit geslacht veroorzaken ziekten als taeniase en cysticercose bij mensen. Alle soorten hebben het karakteristieke uiterlijk van een lint met onderling verbonden segmenten die proglottiden worden genoemd.

## Soorten
- Taenia arctos
- Taenia asiatica (bij mensen, varkens zijn tussengastheer)
- Taenia cf. taeniaeformis 1 & 2 MB-2010
- Taenia crassiceps
- Taenia hydatigena
- Taenia krabbei
- Taenia laticollis
- Taenia madoquae
- Taenia martis
- Taenia multiceps
- Taenia multiceps gaigeri
- Taenia mustelae (bij kleine roofdieren, zoals marterachtigen)
- Taenia ovis (lintworm bij schapen)
- Taenia parva
- Taenia pisiformis (bij wilde honden, konijn is tussengastheer)
- Taenia polyacantha
- Taenia regis
- Taenia saginata (Runderlintworm)
- Taenia saginata asiatica
- Taenia serialis
- Taenia solium (Varkenslintworm)
- Taenia taeniaeformis (Kattenlintworm)
- Taenia twitchelli